# Luftkriegsschule Klotzsche

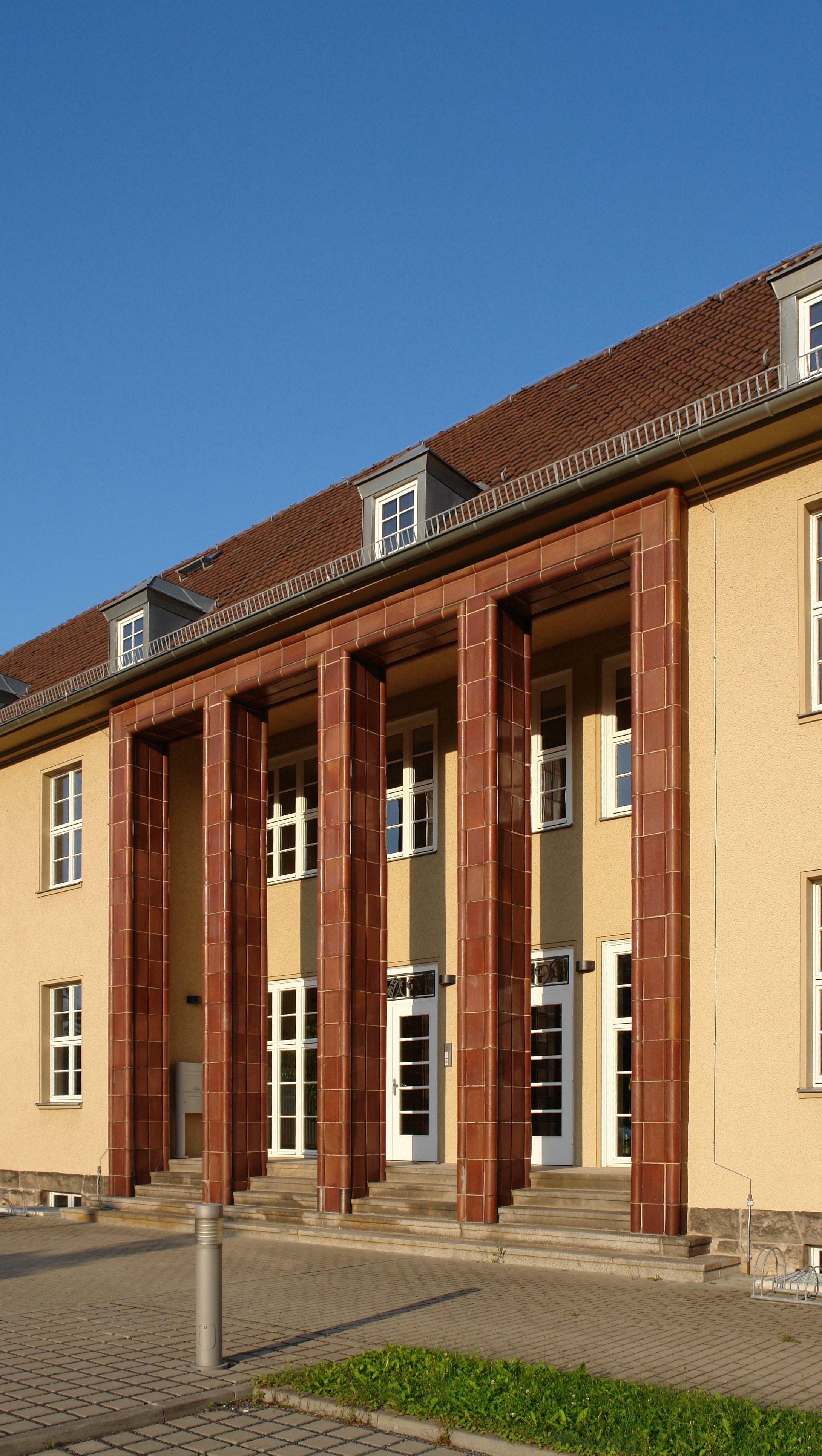
Luftkriegsschule Dresden Junkers-Ring 5.

La Escuela de Guerra Aérea Klotzsche (en alemán: Luftkriegsschule Klotzsche) también conocida como Luftkriegsschule 1 (LKS 1) era una antigua escuela de la Luftwaffe en la ciudad de Klotzsche de Dresde. La Escuela Militar del Aire  de Klotzsche fue construida en 1935 según el diseño de Ernst Sagebiel junto con el arquitecto Walter y John Krüger. La escuela se utilizó durante el Tercer Reich hasta que se disolvió el 5 de marzo de 1945. 

## Oficiales al mando
- Generalmajor Oskar Kriegbaum, 1 de abril de 1936 - 30 de abril de 1942
- Generalmajor Josef Brunner, 1 de mayo de 1942 - 9 de junio de 1944
- Oberst Lutz, junio de 1944-1944
- Oberst Erich Kaufmann, 16 de agosto de 1944 - 16 de abril de 1945